# نيكولاس بيترسون
نيكولاس بيترسون (بالإنجليزية: Nicholas Peterson)‏ هو رسام رسوم متحركة ومخرج أمريكي، ولد في 2 أكتوبر 1977 في الولايات المتحدة. تخرج من معهد كاليفورنيا للفنون. وفي عام 1998 شارك بيترسون في أول فيلم IMAX، تم ترشيحه لاحقًا لجائزة الأوسكار لأفضل فيلم قصير متحرك.

## وصلات خارجية
- نيكولاس بيترسون على موقع IMDb (الإنجليزية)
- نيكولاس بيترسون على موقع ألو سيني (الفرنسية)
- نيكولاس بيترسون على موقع أول موفي (الإنجليزية)
- نيكولاس بيترسون على موقع قاعدة بيانات الفيلم (الإنجليزية)
- نيكولاس بيترسون على موقع كينوبويسك (الروسية)